# Севилья
Севи́лья (исп. Sevilla [seˈβiʎa]) — город на юге Испании с населением около 700 тысяч жителей. Она расположена на обоих берегах реки Гвадалквивир. Она является столицей автономного сообщества Андалусия и провинции Севилья. Муниципалитет находится в составе района (комарки) Большая Севилья. Согласно легенде, она была основана греческим героем Гераклом. Жители города называются по-испански «севилья́нос».
Городское население Севильи по состоянию на 2016 год составляет около 690 000 человек, а агломерация составляет около 1,5 миллиона человек, что делает её крупнейшим городом Андалусии, четвёртым по величине городом Испании и 26-м по численности населения городом в Европейском союзе. В старой части города площадью 4 км² находятся три объекта Всемирного наследия ЮНЕСКО: дворцовый комплекс Алькасар, Кафедральный собор и Генеральный архив Индий. Гавань Севильи, расположенная примерно в 80-ти километрах (50-ти милях) от Атлантического океана, является единственным речным портом в Испании. Летом в Севилье высокие температуры, иногда превышающие 40 °C в июле и августе.
Севилья является четвёртым по количеству населения городом в Испании, крупным промышленным и торговым центром, а также центром туризма. Она расположена на плодородной, хорошо освоенной равнине, по обе стороны реки Гвадалквивир, которая судоходна до Севильи также и для морских кораблей. Древняя часть города расположена на левом берегу Гвадалквивира и окружена пригородами Лос Умерос, Сестериа, Баратильо, Карретериа, Ресолана, Сан Бернардо, Сан Роке и ла Кальсада, а также Макарена. От древней городской стены с 66-ю башнями сегодня остались только фрагменты. На правом берегу реки расположен район Триана.

## История
В 3 тысячелетии до н. э. на территории Севильи возникло финикийское поселение Сефеле (от «низменность»: ср. с ивритским Шфела). В середине II века до н. э. на месте финикийского поселения римляне основали портовый город Испалис (Гиспалис), ставший римской колонией. В 590 и 619 годах здесь проводились два крупных церковных собора (concilia Hispalensia). Арабы завоевали город в 712 году и сделали его столицей провинции Ишбилья (إشبيلية), от которой происходит современное название Севильи. В 844 году город был разрушен норманнами.
После распада Кордовского халифата в Севилье была создана местная тайфа, во время которой город достиг расцвета. В 1091 году Севилью завоевали берберы. 22 ноября 1248 года войска Фердинанда III Кастильского после полуторамесячной осады взяли Севилью, которая с тех пор оставалась во власти испанцев-христиан.

### Золотой век
Новый расцвет города пришёлся на XVI и XVII века, когда после открытия Америки Севилья стала не только главным торговым портом Испанской империи, но и центром искусства, преимущественно художественного. В 1503 году Севилье дарована монополия на торговлю с открытыми Колумбом Вест-Индиями. Испанская поговорка того времени гласила «Кто не видел Севилью, тот не видел чуда» (Quien no ha visto Sevilla no ha visto maravilla).
Ритм жизни города определялся отплытием парусных эскадр в Новый Свет и их возвращением. Испанские колонии, в которых практически отсутствовала промышленность, нуждались в поставках разнообразных товаров из Европы. При этом сама Испания могла удовлетворить лишь малую часть спроса: растительное масло, ви́на, разноцветную керамическую плитку azulejos (центром её производства была Триана), шёлковые ткани, сукно, ртуть для добычи серебра. Сукно из Нормандии, полотно из Анжера и Лаваля, дорогие парчовые ткани и другие предметы роскоши из Италии, дерево, пенька, сушёная треска и сельдь из Любека и Гамбурга доставлялись иностранными купцами в порт Севильи, а затем на кораблях испанского флота — в Америку. Обратно галеоны везли золото, серебро и жемчуг.
Со временем, однако, значение города снизилось в связи с исходом 30 тысяч мавританских ремесленников, бежавших от инквизиции, а также из-за соперничества с растущим портом Кадис. В 1649 году из-за эпидемии чумы население города сократилось вдвое. Параллельно началось обмеление реки Гвадалквивир, что не позволяло больше морским судам швартоваться в Севилье. В 1717 году из-за переноса в Кадис Каса-де-ла-Контратасьон (La Real Casa de la Contratación – организации, контролировавшей торговлю с Америкой), Севилья окончательно утратила торговое значение. В 1729 году в Севилье был подписан договор о мире и дружбе между Испанией, Францией, Англией и позже присоединившимися Нидерландами. В 1808 году Севилья стала центром сопротивления вторжению французов под предводительством Наполеона.
В 1929 году в Севилье проходит Международная выставка «Ибероамерикана». В 1992 году город становится одним из центров празднования 500-летия открытия Америки; ко Всемирной выставке Экспо построены новые мосты через Гвадалквивир, высокоскоростная дорога в Мадрид, выставочно-развлекательный комплекс на острове Картуха. В 1987 году в Севилье прошёл матч за звание чемпиона мира по шахматам между претендентом Карповым и чемпионом мира Каспаровым.

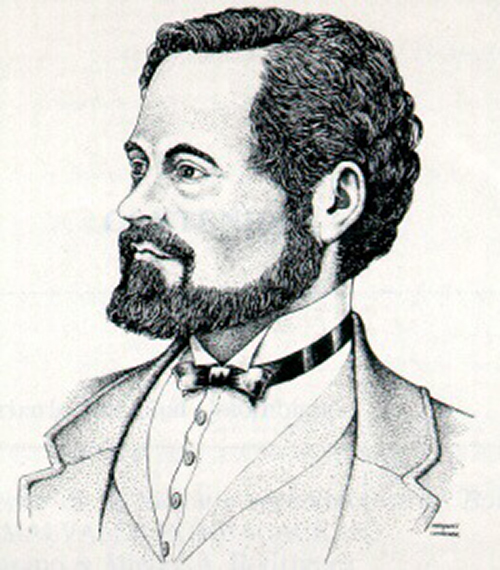
Вид с берега Гвадалквивира на район Триана

## Климат
В Севилье средиземноморский климат.
- Среднегодовая температура воздуха — 18,6 °C
- Среднегодовое количество осадков — 534 мм
- Относительная влажность воздуха — 61 %

| Показатель                            | Янв. | Фев. | Март | Апр. | Май  | Июнь | Июль | Авг. | Сен. | Окт. | Нояб. | Дек. | Год  |
| ------------------------------------- | ---- | ---- | ---- | ---- | ---- | ---- | ---- | ---- | ---- | ---- | ----- | ---- | ---- |
| Абсолютный максимум, °C               | 24,2 | 28,0 | 30,8 | 35,4 | 39,1 | 45,2 | 46,6 | 45,2 | 42,6 | 36,6 | 31,2  | 24,5 | 46,6 |
| Средний суточный максимум, °C         | 15,9 | 17,9 | 21,2 | 22,7 | 26,4 | 31,0 | 35,3 | 35,0 | 31,6 | 25,6 | 20,1  | 16,6 | 24,9 |
| Средняя температура, °C               | 10,6 | 12,2 | 14,7 | 16,4 | 19,7 | 23,9 | 27,4 | 27,2 | 24,5 | 19,6 | 14,8  | 11,8 | 18,6 |
| Средний суточный минимум, °C          | 5,2  | 6,7  | 8,2  | 10,1 | 13,1 | 16,7 | 19,4 | 19,5 | 17,5 | 13,5 | 9,3   | 6,9  | 12,2 |
| Абсолютный минимум, °C                | −4,4 | −5,5 | −2   | 1,0  | 3,8  | 8,4  | 11,4 | 12,0 | 8,6  | 2,0  | −1,4  | −4,8 | −5,5 |
| Норма осадков, мм                     | 65   | 54   | 38   | 57   | 34   | 13   | 2    | 6    | 23   | 62   | 84    | 95   | 534  |
| Источник: Испанское бюро метеорологии |      |      |      |      |      |      |      |      |      |      |       |      |      |

## Административное деление

Районы Севильи и прилегающие муниципии

В административном плане Севилья разделена на 11 районов (исп. distritos): Бельявиста-Ла-Пальмера, Лос-Ремедиос, Макарена, Нервьон, Северный, Сан-Пабло-Санта-Хуста, Серро-Амате, Каско-Антигуо, Триана, Эсте-Алькоса-Торребланка, Южный, которые, в свою очередь, разделены на подрайоны (исп. barrios).

## Достопримечательности
Севилья — крупный туристический центр. Севильский аэропорт расположен в десяти километрах к северо-востоку от города.
В «ЕЭБЕ» говорится, что Севилья — «самый красивый город Испании» после Мадрида. Древняя часть города (Casco Antiguo) состоит из лабиринта узких улочек. Из больших площадей стоит отметить Площадь св. Франциска, Площадь Конституции, Герцогскую площадь, Площадь Воскресения и Музейную площадь. Одной из наиболее популярных улиц является вьющаяся змеёй Калле до Сьерпес. Среди домов встречаются дворцеподобные здания, построенные в основном в древнеримском стиле, и располагающие выложенными мрамором дворами. Кроме того, часто встречается восточная архитектура: у многих домов плоские крыши и максимально два этажа. Правобережный район Триана с 1848 года связан стальным мостом с остальным городом. В Севилье существует множество общественных фонтанов, большинство из которых снабжаются известным виадуком Канос де Кармона, построенным ещё во времена Юлия Цезаря. В городе насчитывается 74 храма.

### Севильский кафедральный собор

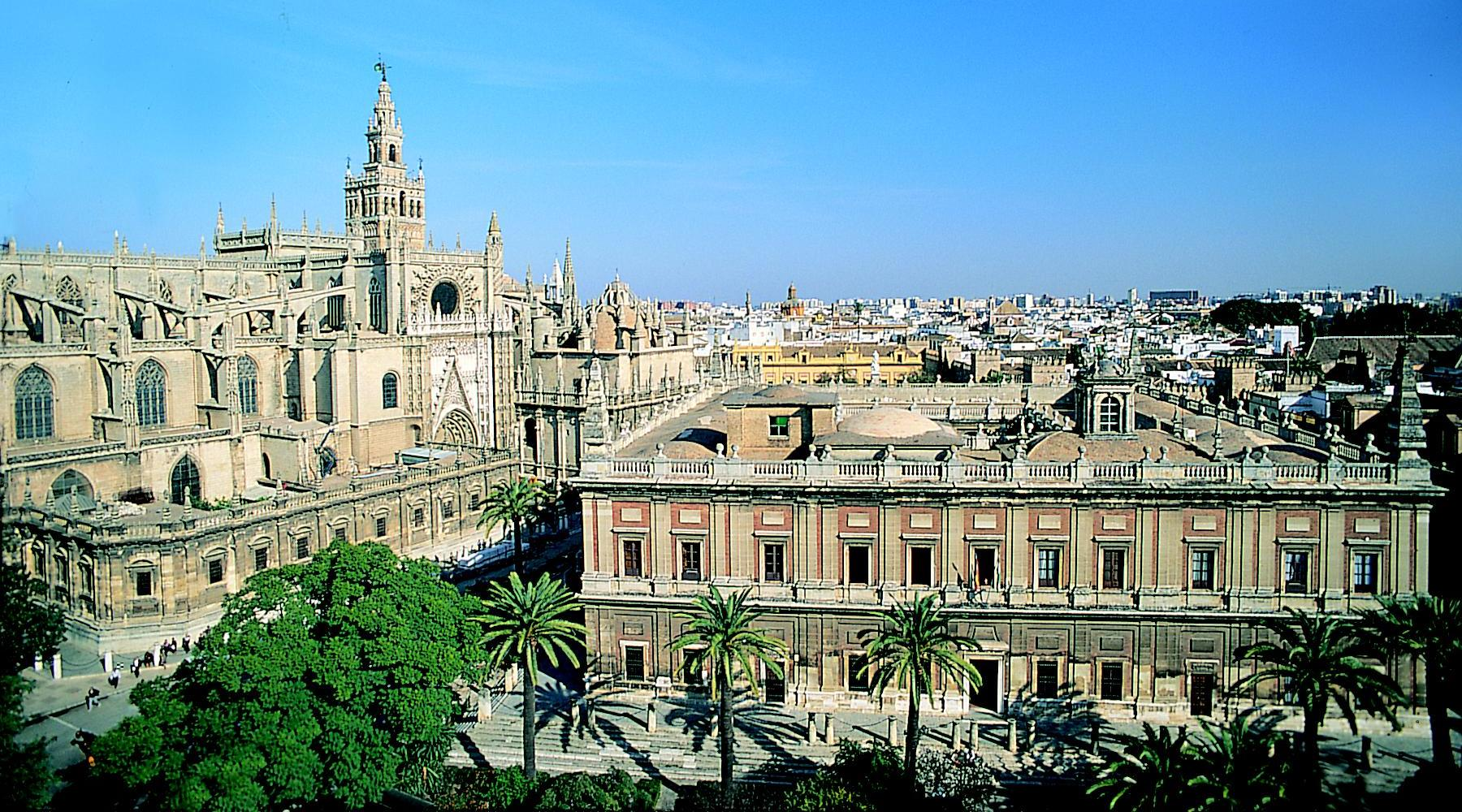
Севильский собор и Архив Индий

Среди сооружений сто́ит прежде всего отметить Собор Мария де ла Седе, построенный в 1401—1519 гг. на месте бывшей мечети. Имея около 116 м в длину и 76 м в ширину, кафедральный собор Севильи является третьим по величине христианским собором в мире (после собора Св. Петра в Риме и Базилики Богоматери Апаресиды в Бразилии), а из готических — самым большим. Собор состоит из пяти боковых приделов, большой основной капеллы с пламенеющим сводом, возвышающимся на 56 м над трансептом (поперечным нефом).
Рядом находится так называемая Хиральда — колокольня высотой 114 метров с богатыми узорами и орнаментами, вместившая 22 гармонично настроенных колокола. Она была построена в 1196 Абу Юсуфом Якубом с высотой 82 метра. 32-метровую надстройку добавили в 1568 году.

### Алькасар

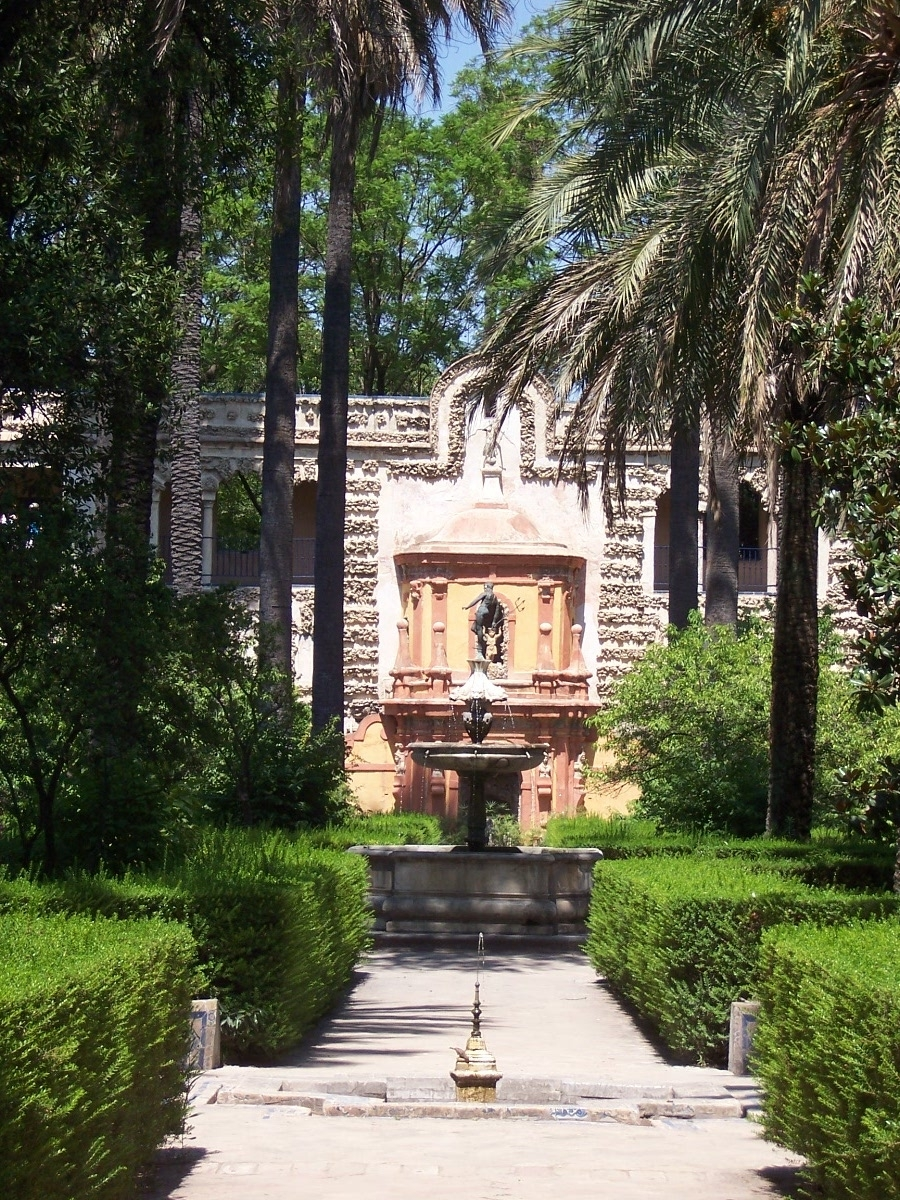
Алькасар

Этот образец мавританской архитектуры — дворец-крепость Алька́сар (Reales Alcázares de Sevilla) — был построен в 1350—1369 гг. и представляет собой   мудехарскую переделку оригинальной мавританской цитадели. В течение почти 700 лет это был дворец испанских королей. Затейливые полы́, потолки и стены представляют собой искусные произведения, достигающие наибольших высот изящества и роскоши в комнате Карла V и в Посольском зале (Salon de Embajadores). Девичье патио (Patio de las Doncellas) известно своими фризами, изразцами и лепниной. Общее ощущение дополняют красиво постриженные сады с благоухающими розами и апельсиновыми деревьями вдоль аллей.

### Другие достопримечательности

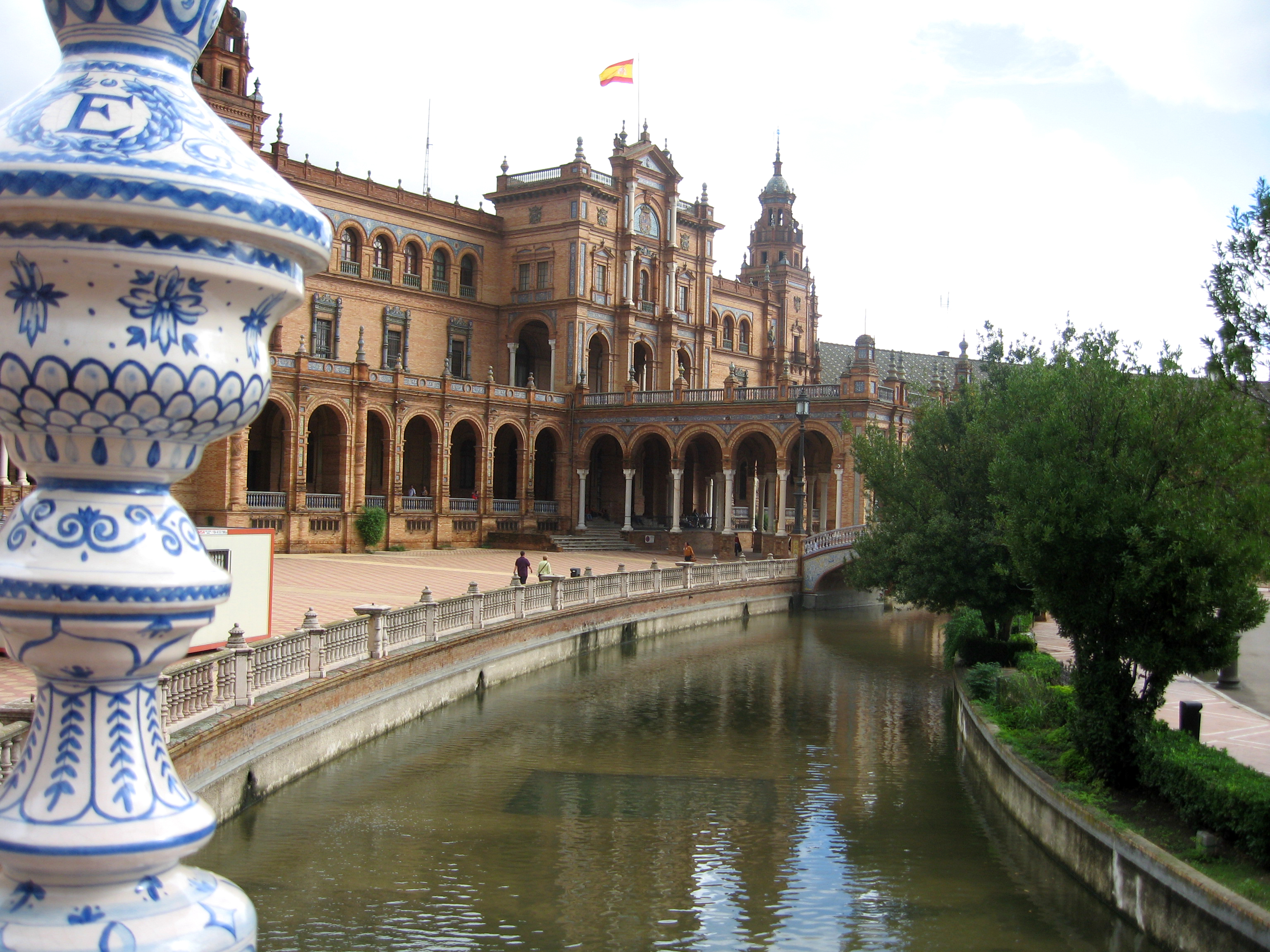
Полукруглая площадь Испании

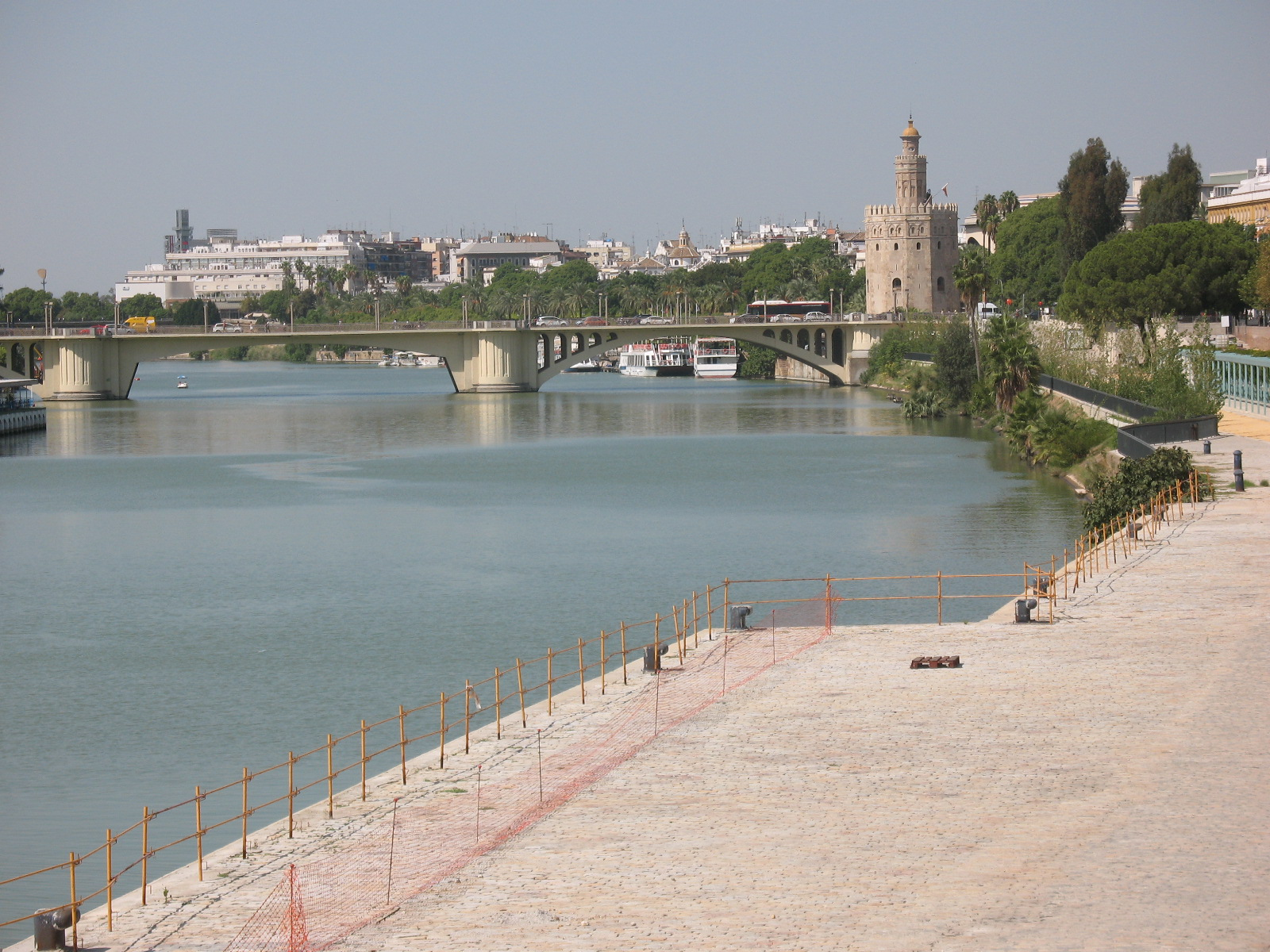
Мост через Гвадалквивир. Золотая башня.

Достойны упоминания построенная Эррерой биржа со знаменитым американским архивом; обширное здание основанной Диего Колумбом школы Сан Тельмо; Торре-дель-Оро, двенадцатиугольная «золотая» башня на берегу Гвадалквивира; театр св. Франциска, дворец архиепископа, музей изящных искусств, дворец Дуэньяс, Севильская публичная библиотека и части римского акведука.
Севильская арена для корриды Маэстранса представляет собой овальный амфитеатр, в котором умещаются 18 тысяч человек, и является второй по величине ареной Испании после мадридской.
В городе находится так называемый «Дом Пилата» — дворец, построенный как смешение стилей мудехара и испанского Ренессанса.
Центром ночной жизни города сейчас служит Аламеда-де-Эркулес.

## Города-побратимы и города-партнёры
- Анже, Франция
- Балер, Филиппины
- Барселона, Испания
- Берлин, Германия
- Буэнос-Айрес, Аргентина
- Гавана, Куба
- Гвадалахара, Мексика
- Икике, Чили
- Исла-Кристина, Испания
- Кальтаниссетта, Италия
- Канзас-Сити, США
- Канзас-Сити, США
- Картахена, Колумбия
- Колумбус, США
- Краков, Польша (7 октября 2002)[6][7][…]
- Попаян, Колумбия
- Рабат, Марокко
- Рим, Италия
- Ростов-на-Дону, Россия
- Тариха, Боливия
- Тифарити, EH
- Херес-де-ла-Фронтера, Испания
- Хошимин, Вьетнам

## Культура и спорт

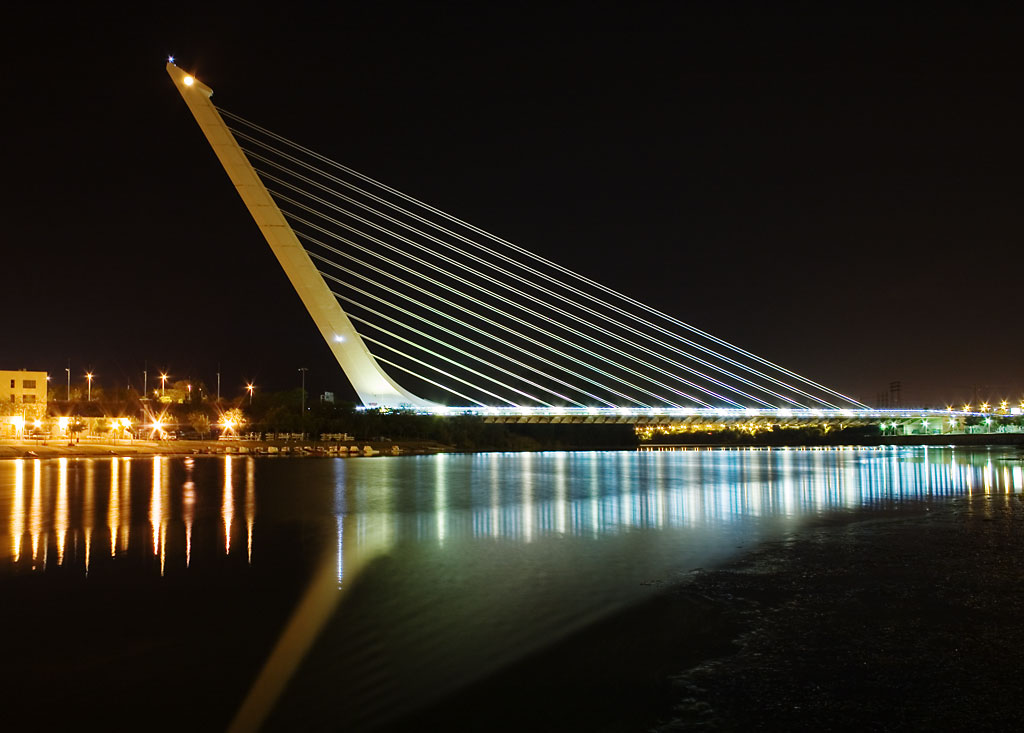
Мост Аламильо ночью

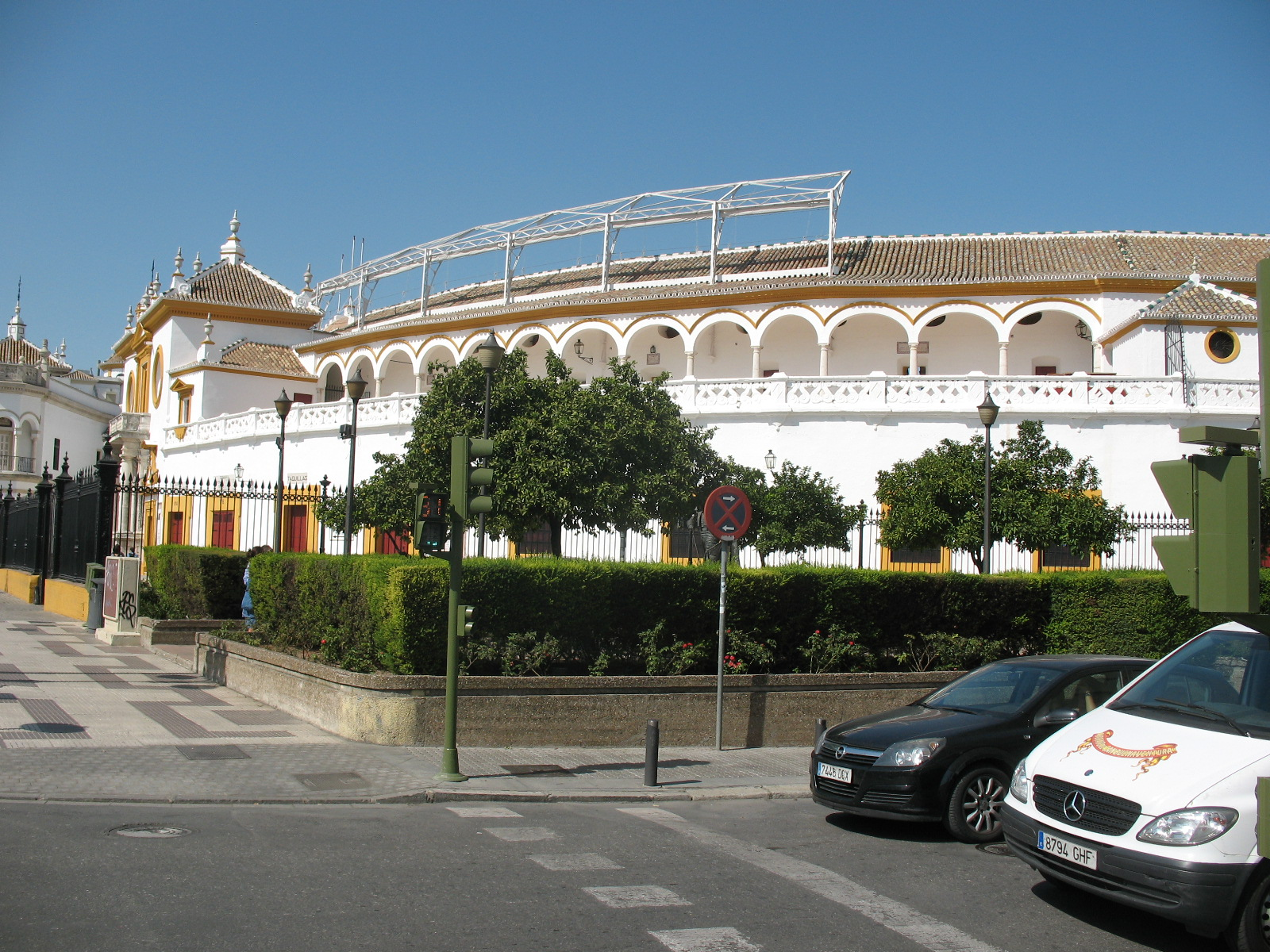
Здесь проводится севильская коррида.

Севилья и один из её районов Триана считаются колыбелью фламенко.
В городе расположены два университета: Севильский университет (75 000 студентов в 2010 году), основанный в 1505 году и Университет имени Пабло де Олавиде (10 741 студентов в 2010 году), основанный в 1997 году.
В 1992 году здесь проводилась Всемирная выставка. Построенный по этому поводу мост через Гвадалквивир — мост Аламильо — творение известного испанского архитектора Сантьяго Калатравы.
В январе 1991 года в Севилье был организован симфонический оркестр, который впоследствии, в 1995 году, получил звание Королевского. В его составе более ста музыкантов из разных стран.
Одними из главных праздников, раз в год на целую неделю определяющими жизнь города, являются Семана Санта (Страстная неделя) и Севильская ярмарка.
Футбольный клуб «Севилья» — один из лидеров чемпионата Испании, другой клуб «Реал Бетис» выступает также в высшем дивизионе с 2015 года после победы в Сегунде — второй испанской лиге.
В 1987 году, на сцене Театра Лопе де Вега, состоялся матч за мировую шахматную корону между Гарри Каспаровым и Анатолием Карповым.

## Севилья в культуре
В Севилье происходит действие как минимум восьми знаменитых опер (испанская Википедия указывает на 150 опер): «Дон Жуан» и «Свадьба Фигаро» Моцарта, «Сила судьбы» Верди, «Фиделио» Бетховена, «Кармен» Бизе, «Обручение в монастыре» Прокофьева, «Севильский цирюльник» Россини и «Севильский цирюльник, или Бесполезная предосторожность» Паизиелло, на сюжет «Севильского цирюльника» написали оперы также И. А. П. Шульц, Н. Изуар и др. Город является местом действия в романе Артуро Переса-Реверте «Кожа для барабана, или Севильское причастие», в трагедии Лопе де Вега "Звезда Севильи", его же комедии "Набережная в Севильи".

## Городская эмблема
С 1995 года главной эмблемой города стал древний девиз-ребус «NO8DO».

## Население
| 1842     | 1857     | 1877     | 1887     | 1900     | 1910     | 1920     | 1930     | 1940     | 1950     | 1960     | 1970     |
| -------- | -------- | -------- | -------- | -------- | -------- | -------- | -------- | -------- | -------- | -------- | -------- |
| 100 498  | ↗112 529 | ↗134 318 | ↗143 840 | ↗148 315 | ↗158 287 | ↗205 723 | ↗228 729 | ↗312 123 | ↗376 627 | ↗442 300 | ↗548 072 |
| 1981     | 1991     | 2001     | 2002     | 2004     | 2005     | 2006     | 2007     | 2008     | 2009     | 2010     | 2011     |
| ↗653 833 | ↗704 857 | ↘702 520 | ↗704 114 | ↗704 203 | ↘704 154 | ↗704 414 | ↘699 145 | ↗699 759 | ↗703 206 | ↗704 198 | ↘703 021 |
| 2012     | 2013     | 2014     | 2015     | 2016     | 2017     | 2018     | 2019     | 2020     | 2021     | 2022     | 2023     |
| ↘702 355 | ↘700 169 | ↘696 676 | ↘693 878 | ↘690 566 | ↘689 434 | ↘688 711 | ↘688 592 | ↗691 395 | ↘684 234 | ↘681 998 | ↗684 025 |
| 2024     |          |          |          |          |          |          |          |          |          |          |          |
| ↗687 488 |          |          |          |          |          |          |          |          |          |          |          |